# Babrāla
Babrāla är en ort i Indien.   Den ligger i distriktet Budaun och delstaten Uttar Pradesh, i den norra delen av landet, 120 km öster om huvudstaden New Delhi. Babrāla ligger 184 meter över havet och antalet invånare är 16 670.
Terrängen runt Babrāla är mycket platt. Runt Babrāla är det tätbefolkat, med 511 invånare per kvadratkilometer. Närmaste större samhälle är Dibai, 15,4 km väster om Babrāla. Trakten runt Babrāla består till största delen av jordbruksmark.